# Сара Коннор (персонаж)
Сара Джанетт Коннор (англ. Sarah J. Connor) — одна з головних героїв перших двох фільмів циклу «Термінатор», інших фільмів франшизи — «Термінатор: Генезис» (2015) та «Термінатор: Фатум» (2019) і телесеріалу «Термінатор: Хроніки Сари Коннор», мати й учитель Джона Коннора — рятівника людства, вождя Руху опору в боротьбі за виживання людства після подій, відомих в епопеї як «Судний день» (англ. Judgment Day).

## Загальні відомості
Цей персонаж створив сценарист і кінорежисер Джеймз Кемерон; уперше Сара Коннор з'являється у фільмі «Термінатор» (1984) у виконанні 28-річної американської акторки Лінди Гамільтон, де вона зображає 17-18-річну студентку коледжу. Потім Лінда Гамільтон зі своєю близнючкою грають Сару Коннор у сиквелі 1991 року, картині «Термінатор 2: Судний день». У наступних фільмах — «Термінатор 3: Повстання машин» (2003) і «Термінатор: Спасіння прийде» (2009) — про Сару Коннор лише згадують (у режисерській версії «Повстання машин» звучить її голос), оскільки за сюжетом фільму «Т3» вона помирає від лейкемії. Сара Коннор також є титульнім персонажем у телесеріалі «Термінатор: Хроніки Сари Коннор» (2008—2009), де її втілила англійська акторка Ліна Гіді. У 2015 вийшов фільм «Термінатор: Генезис» за участю Емілії Кларк у ролі Коннор. У 2019 у фільмі «Термінатор: Фатум» роль Сари Коннор знову виконала Лінда Гамільтон.
Дуже мало відомо про життя Сари Коннор до 12 травня 1984 року. У фільмі ніде не вказано її точний вік; хоча, відповідно до офіційного сценарію, їй 19. Оскільки події фільму відбуваються, головним чином, 12-14 травня 1984 року, то дата її народження знаходиться у проміжку між 15 травня 1964 і 11 травня 1965. Її мати була офіціанткою, а батько — ветераном (очевидно, Корейської війни). Коли вона була ще дитиною, батько покинув Сару із матір'ю. У картині ми бачимо її у віці 19-ти, вона навчається у коледжі і працює офіціанткою в одному з мережі ресторанів Big Jeff; живе у Лос-Анджелесі, в окрузі Палм, ділить двокімнатну квартиру з подругою Джинджер Вентура.
У «Термінаторі 2» Сарин психолог каже, що їй 29, а фільм показує, що її синові Джону 10 років. Це значить, що Сарі на час першого фільму 17-19, якщо відомості у клініці для психічно хворих злочинців достовірні. У фільмі «Термінатор 3» на надгробку Сари вказано рік народження — 1959, що означає, що студентці Сарі в першому фільмі було 24-25. Очевидно, тут спеціально зроблено помилку: за сюжетом Сара переховувалася від влади і могла використовувати недостовірні документи. У серіалі «Термінатор: Хроніки Сари Коннор» датою народження Сари є 1965 рік. Однак, у зв'язку із переміщенням у часі, за сюжетом, їй не астрономічні 42 роки, а біологічні — 33.
Образ Сари Коннор значно розвивається і змінюється від фільму до фільму. Уперше ми бачимо Сару як боязку розгублену молоду дівчину, нездатну не лише захистити себе, а й «навіть навести лад у своєму блокноті», як вона сама зазначає у першому фільмі циклу. Далі Сара перетворюється на загартовану воїна на межі втрати зв'язку з її власною людською суттю: вона готова за будь-яку ціну опиратися і боротися за виживання свого єдиного сина Джона — і заради знищення «Скайнет». У «Судному дні» і «Хроніках Сари Коннор» їй доводиться часто битися, стріляти, завдавати болю суперникам — однак вона не вбила жодної людини за увесь цикл. Особливо цю тему розкрито у серіалі: Сара постійно задумується про людяність і своє право відбирати чуже життя, навіть якщо їй протистоїть якийсь негідник. В епізодах «22 Вітаємо жителів Землі» і 25 «Хтось має вартувати, а хтось — спати» Сара двічі стикається з одним охоронцем невеликої фабрики в пустелі. Однак важко сказати, чи вона вбила його, чи це ігри її розуму: Сара постійно страждає депресією і схильна до розладів через численні пережиті стреси.
На образ протагоніста циклу дуже впливали характери акторок. Лінда Гамільтон зізналася, що хворіла біполярним афективним розладом, викликаним синдромом «кризи близнюків». У режисерській версії першого фільму Сара переживає сильне пригнічення, що змінюється раптовим збудженням і емоційною активністю, бажанням негайно діяти (у видаленому епізоді в парку, де вона втікає від Риза). Так само в «Судному дні» Сара опиняється у психіатричній лікарні, де акторка переконливо зображає пацієнтку, що збирається влаштувати втечу, але приховує свої наміри. Після періоду депресивного очікування внаслідок утечі від Термінатора — Сара кидається вбити розробника «Скайнет» Майлза Дайсона; розрядивши по ньому магазин своєї гвинтівки і не влучивши, знов упадає в депресію; а коли з'являється Джон із «дядьком Бобом» (Т-800), Сара знов одержима — цього разу ідеєю знищити компанію «Сайберда́йн Си́стемз», яка розробляє «Скайнет».
Сценарій серіалу також писали значною мірою під характер акторки Ліни Гіді. Хоча вона також говорила про схильність до клінічної депресії в ранньому віці, у серіалі (попри те, що у тридцяти одного епізоду серіалу було більше 10 авторів сценарію) — це дуже цілісний образ вольової, рішучої і досвідченої жінки середнього віку, проте, усе ж, вразливої і часом розгубленої. Ліна Гіді є вегетаріанкою і займається боксом — що знайшло відбиток у фільмі; також вона має сина, як і її героїня. Хоча за сценарієм серіалу Сара знову потрапляє до лікарні через психічний розлад (цього разу — добровільно), це не Сара перших фільмів із явними проявами психозу (не позбавленого шарму) — а цілеспрямована жінка, що чітко бачить мету і реалістично будує плани, однак зовсім не схильна до маній.
У серіалі «Термінатор: Хроніки Сари Коннор» Сара змушена переховуватися від «Скайнет». Тому вона тричі змінює ім'я: Сара Риз (на честь батька Джона — Кайла Риза), Сара Баум (на честь Ф. Баума, улюбленого письменника Джона) і Сара Ґейл (прізвище Дороті, персонажа Ф. Баума у книзі «Мудрець із Країни Оз»).
Тим не менш, фанів завоювала Сара у виконанні Лінди Гамілтон. За версією вебсайту «SF Signal», Сара Коннор у виконанні Гамілтон посіла 5-те місце у списку «Топ 10 героїв науково-фантастичних фільмів усіх часів».

## Серія фільмів проТермінатора

Лінда Гамілтон у ролі Сари:
1) студентка («Термінатор»)
2) пацієнт клініки «Пескадеро»
3) Сара зустрічає друга Енріке («Термінатор 2: Судний день»)

У картині «Термінатор» Сара Коннор — юна лос-анджелеська студентка і офіціантка, за якою полює невгамовний кіборг-убивця, Термінатор серії 800 моделі CSM 101 (якого грає Арнольд Шварценеґґер). Сара дізнається, що потрапила у халепу із теленовин, бо хтось застрелив двох жінок із майже ідентичними іменами протягом цього дня. Її рятує від Термінатора Кайл Риз (Майкл Б'єн). Він пояснює дівчині, що є солдатом Руху опору людства з далекого майбутнього. У недалекому майбутньому військові вчені розроблять для стратегічної оборони штучний інтелект під назвою «Скайнет». Ця комп'ютерна програма стане самосвідомою, здобуде контроль над більшістю військового обладнання (включаючи різні високотехнологічні роботизовані системи), і здійснить ядерну атаку на людство. Одна людина, відома під іменем Джон Коннор, збере рештки людства у Рух опору, очолить його і поведе до перемоги. Однак Джон з'ясує, що «Скайнет» у своєму останньому відчайдушному зусиллі винайде засіб змінити розклад сил на свою користь: система створить пристрій переміщення у часі і пошле у минуле робота-убивцю — щоб убити Джонову матір до того, як Джон народиться. Цей Джон і є майбутнім Сариним сином, це він і послав свого довіреного сержанта Кайла Риза захистити Сару за будь-яку ціну. За той короткий час, що вони були разом, Сара закохується в Риза.
Кайл Риз — єдине, що може захистити дівчину від Термінатора (хоч за словами самого Риза зі зброєю цього часу зробити це неймовірно важко); він же є єдиним Сариним супутником під час утечі. Спочатку Сара не вірить Ризові, бо в таке важко повірити; вона не знає, що Різ сам був закоханий у Сару, хоч і не міг її бачити ніколи — окрім як на фото, яке дав йому Джон. Риз каже, що він «завжди захоплювався її легендарною міцністю і стійкістю». Коли вони переховувалися від Термінатора, молоді люди провели ніч разом у мотелі — і Сара завагітніла (про це стане відомо лише у кінці першого фільму). Риз Гине у бою з Термінатором на фабриці «Сайбердайн системз», сильно пошкоджуючи Термінатора. Сара спромоглася знищити машину гідравлічним пресом. Хоча смерть Риза глибоко засмучує Сару, його щирість і мужність надихає її змінитися: розвинути необхідні навички і здібності, які зроблять її належним наставником і вчителем Джона. У кінці першого фільму ми з'ясовуємо, що Сара усамітнюється і записує на диктофон свої повчання Джонові (де вона й визнає Ризове батьківство Джона), щоби пізніше хлопчик скористався цим. Одного разу вона зупиняється на заправці у Мексиці, і маленький хлопчик фотографує її. Він продає це фото Сарі, і виявляється — що це та сама фотографія. яку її син Джон подарував Ризові у майбутньому.
Знову Сара Коннор з'являється у сиквелі «Термінатор 2: Судний день», де події відбуваються через 10 років після подій першого фільму. Сару тримають у психіатричній клініці для злочинців «Пескаде́ро» (Pescadero State Hospital), а Джона усиновила інша сім'я. За роки, які пройшли між фільмами, Сара перетворилася із «сірої мишки» (якою вона була у першій картині) — у треновану, рішучу і затяту войовницю. Насправді, уперше у цьому фільмі ми бачимо її за процедурами у лікарняному ліжку. Після смерті Кайла Риза, Сара сприйняла застереження про те, що вона відповідальна за виховання надії людства. Проте, її наміри запобігти лихові і її фанатичне бажання уберегти Джона призвели до того, що вона стала трохи психічно неврівноваженою і дуже жорстокою: мало би хто без шкоди для своєї психіки пережив напад T-800. Вона пориває з суспільними нормами і живе напівкримінальним життям — бо розуміє, що лише так зможе захистити себе і Джона. Сара намагається навчити Джона усім умінням, яких він потребуватиме, щоб очолити Рух опору. У клініку Сару відправили після того, як вона намагалася знищити комп'ютерну фабрику. Кілька разів у клініці вона намагалася поводитися чемно і відповідно до вимог лікарів — сподіваючись, що їй нададуть можливість побачитися із сином; проте її доглядачі постійно відмовляють їй. Постійні Сарині заклики і вимоги стосовно боротьби зі «злими ро́ботами з майбутнього» призвели лише до того, що її визнали невиліковною. Це враження посилювалося неодноразовими проявами насильства з боку Сари проти майна і персоналу клініки (особливо дісталося єврею Пітеру Сильберману, її психіатру, котрий планував «зробити на ній [наукову] кар'єру» — Сара поранила його олівцем у коліно), а також намагалася неодноразово утекти. Як раз у процесі останньої спроби втекти Сара і зіткнулася із двома різними моделями термінаторів. Однією була T-1000, робот із міметичного полі-сплаву, якого «Скайнет» направила убити Джона. Інший робот — це Термінатор, знайома нам модель CSM 101 серії Т-800: у минулому фільмі точнісінько такий робот хотів убити її. Коли вона знову бачить перед собою T-800, Сару проймає жах і вона намагається утекти геть; та одразу ж вона погоджується піти з Термінатором, коли він вимовляє фразу, яку Риз сказав їй колись: «Ходімо зі мною, якщо хочеш жити!»
Сара вважає практично неможливим визнати, що T-800 має добрі наміри стосовно неї і Джона; протягом усього фільму вона залишається ворожою стосовно машини — у той час як її власний син налагоджує стосунки із роботом, що нагадують стосунки батька і сина. У режисерській версії фільму Сара мала нагоду знищити Термінатора, розбивши його чіп молотком; проте Джон зупинив її, переконуючи, що машина — це єдина реальна потуга, яка може хоч якось захистити їх від Т-1000: «Мамо, якщо я маю колись стати великим Лідером, то ти маєш почати прислухатися до моїх лідерських ідей хоча б іноді. Бо якщо Ти не будеш — то й ніхто не буде!»
Лише у Мексиці, коли Джон грався із роботом, Сара уперше виявила, що перестала вороже ставитися до машини:
«Дивлячись, як Джон грається із роботом, я раптом усвідомила: Термінатор ніколи не зупиниться, ніколи не залишить його… він завжди буде поряд із Джоном. Він ніколи не скривдить хлопчика, не накричить на нього, не нап'ється і не вдарить його — чи скаже, що він не має часу для Джона. І він загине, захищаючи Джона. Із усіх можливих кандидатів, які були за усі ці роки, ця річ, ця машина — єдиний, хто міг би стати йому батьком. У божевільному світі це був наймудріший вибір».
У мить відчаю Сара намагається убити Майлза Беннетта Дайсона, котрий мав винайти мікропроцесор на основі революційної технології, котрий потім стане «Скайнет». Роблячи це, вона забуває про людяність, сама стаючи схожою на Термінатора (Джеймз Кемерон навіть зазначив, що для цієї сцени він обрав музичну тему Термінатора). Тим не менше, вона не змогла убити винахідника на очах у його дружини і дитини, бо він поки що був не винним.
Скоро після цього прибувають Джон і Т-800; вони успішно переконують Дайсона зупинити це дослідження і знищити усі знайдені рештки першого Термінатора. А потім скалічений Термінатор дозволяє Сарі знищити себе, незважаючи на протести юного Джона. У цю мить Сара не лише повністю довіряє Термінаторові, вона сповнена теплих почуттів і поваги до розумної машини: «Термінатор подарував мені розкішний подарунок на прощання: надію… Бо якщо машина змогла усвідомити цінність людського життя… може, і ми колись зможемо…»
У фільмі «Термінатор 3: Повстання машин» ми дізнаємося, що Сара Коннор померла від лейкемії 1997-го року після подій, показаних у «Термінатор 2» (після трьох років боротьби із хворобою). У результаті, її ми не бачимо у фільмі — однак її згадують і Джон і Термінатор Т-850 CSM 101 кілька разів. Вона прожила достатньо, щоб пережити 1997 — дату Судного дня, яка пройшла без запланованого машинами ядерного голокосту людства. Після смерті її було кремовано у Мексиці. Її попіл було розвіяно морем. Не будучи упевненою, що вони перемогли «Скайнет», вона заповіла друзям, щоб ті поховали домовину зі зброєю для Джона: на той випадок, якщо Судний день не усунуто — а лише відкладено, і Термінатори повернуться. Як епітафія на мавзолейній ніші був напис: «Нема долі — окрім тої, що ми самі творюємо». Це слова Кайла Риза, які він сказав Сарі у першому фільмі циклу. Ці слова повністю заперечують подальші події фільму «Т3», коли «Скайнет» запускають, і система починає війну проти людства.
Лінда Гамілтон заочно зіграла роль Сари Коннор і в четвертому фільмі циклу «Термінатор: Спасіння прийде», коли озвучила голосове попередження про майбутню війну у вигляді записів на магнітофонної стрічці Джона; ці записи Джон слухає протягом усього фільму.
У фільмі «Термінатор: Генезис» Сару Коннор зіграла Емілія Кларк.

## Термінатор 2: Судний день (альтернативна кінцівка)

Сара Коннор, 2029.

Альтернативна часова лінія у картині «Термінатор 2: Судний день» доступна на (Ultimate Edition DVD). У цій альтернативній кінцівці фільму показано, що 29 серпня 2029 року Сара Коннор жива і здорова; вона — сива бабуся: «Ми бачимо стареньку, що сидить на лавці. Це Сара, їй 64. Світ постари́в її, та вона здається умиротвореною. Вона говорить щось у мікрокасетний магнітофон». Сара спостерігає, як «якийсь сорокалітній чоловік грається із двома маленькими дітьми поблизу. Він повертається. Це Джон Коннор. У нього твердий погляд людини зрілого віку, проте немає ні пов'язки на оці, ні шрамів на обличчі. Він виглядає не виснаженою людиною, що спостерігає світ похмурого майбутнього. Натомість у його очі світяться інтелектом, і навіть мудрістю».
У цій часовій лінії Джон став сенатором США у світі, де «Скайнет» ніколи не почала війни проти людства — бо колись Сара, Джон і Т-800 успішно знищили лабораторію «Сайбердайн Системз»: «Скайнет» ніколи не було створено, тож Судного дня не сталося.

## Термінатор: Хроніки Сари Коннор
У листопаді 2005-го року компанія «20-те століття Fox» оголосила, що має намір створити телесеріал із назвою «Термінатор: Хроніки Сари Коннор» про пригоди титульної героїні і її сина через кілька років після подій фільму «Термінатор 2: Судний день». Пізніше, у листопаді 2006-го було оголошено, що акторку Ліну Гіді було обрано на роль Сари Коннор. Цей вибір критикували фани і критики, які зазначали, що Ліна не має такого мускулистого атлетичного тіла (як у Гамілтон), щоб зображати загартованого тренуваннями воїна Сару із «Термінатора 2» Про цю суперечку писали в газетах «Лос-Анджелес таймс», «Бостон Ґеральд» і «Ґардіан», а також на багатьох онлайн форумах.
У телесеріалі Сара Коннор з'являється у альтернативній часовій лінії. У видалених сценах епізоду 7 «Рука демона» серіалу, під час зустрічі із доктором Пітером Сильберманом, ми дізнаємося деякі деталі Сариного дитинства. Коли Сарі виповнилося сім років, її батько — ветеран, що страждав на хронічну депресію, — втратив свою роботу на фабриці через механізацію виробництва (фактично — через машину), і це призвело до того, що він кидає сім'ю. Її мати знаходить роботу офіціантом. Іще з дитинства Сара відчуває стійку технофобію. Після того, як її батько пішов, — Сара припинила гратися зі своїм другом, чий батько був інженером із корпорації «IBM». Натомість, вона приходила на фабрику, де колись працював її батько, — щоб подивитися на шестерні і ремені машин, відчуваючи: щось не гаразд із тим, що вона бачить.
У Пілотному епізоді серіалу «Термінатор: Хроніки Сари Коннор» ми застаємо Сару і Джона у 1999 році. Її файл у ФБР вказує, що їй 33 роки станом на 24 серпня 1999 року. А в епізоді 19 «Дивні речі сталися у пункті Один-Два» цього серіалу вона зазначає, що їй було 19 років, коли народився Джон. Із огляду на те, що Коннори перестрибнули на кілька років уперед у часі в Пілотному епізоді, Сара і Джон біологічно на дев'ять років молодші, аніж указано у їхніх датах народження в офіційних документах.

Файл ФБР із особистими даними Сари

У епізоді 2 «Пізнай самого себе» серіалу «Хроніки сари Коннор», Кемерон Філліпс згадує, що Сара помре від раку 4 грудня 2005 року, якщо вони не перемістяться у часі уперед. Cameron також згадала про те, що Джон Коннор послав її в минуле, щоб запобігти Сариній смерті. Наприкінці епізоду, в офісі лікаря на підробних водійських правах Сари зазначено дату народження 4 лютого 1974 року.
Сара дуже жорстка зі своїми ворогами. Дерек якось зазначив, що вона «убиває своїми очима», хоча, за іронією, вона не вбила в серіалі жодної людини (аж до малозрозумілих напівреальних подій епізоду 25 «Хтось має вартувати — а хтось спати»). Цінність людського життя вона дуже добре усвідомлює, і їй дуже важко розставляти пріоритети таким чином, щоб чиєсь життя виявилося менш важливим, аніж мета завдання (навіть у випадку самозахисту). Через це Сара постійно робить грубі помилки і наражає себе й Джона на небезпеку то з боку роботів — то з боку людей.
Попри те, що заради захисту сина Сара безстрашна і схильна до самопожертви — вона дуже переймається думкою про власну смерть. Це переводить її із розряду «легендарно-нереального воїна» у просту земну жінку. Після повідомлення Cameron про можливе онкозахворювання, Сара дуже переживає і докладає зусиль, аби вижити. Тим не менше, не зважаючи на всі її зусилля, стан її здоров'я невпинно погіршується із другої половини сезону 2. Сара, як звичайна жінка, ніколи не говорила Джонові про свої підозри, та Джон сам дуже схвильований, коли Cameron повідомляє йому про Сарині симптоми онкохвороби.

### Перший сезон
Серіал починається з 1999 року, через кілька років після подій картини «Термінатор 2». Сара і Джон намагаються жити нормальним життям із вигаданими іменами (оскільки Сару звинувачено у вбивстві Майлза Дайсона). Сара навіть заручена із парамедиком Чарлі Диксоном. Однак, Сара переживає, що її таємницю буде розкрито (а також, за словами Джона, вона боїться стабільного життя: «він подарував тобі обручку — і ти біжиш») — тож вона змушує Джона утікати знову. Вони перебираються у Нью-Мексико. На другий день навчання у новій школі Ред Велі (англ. Red Valley — букв. «Червона долина») на Джона нападає Т-888, термінатор, який маскується під шкільного вчителя на ім'я «Cromartie» (Крома́рті). Джон утікає із допомогою однокласниці Кемерон Філліпс, яка закриває його собою від пістолетних куль. Пізніше дівчинка з'являється знову і Джон розуміє, що вона не людина, а робот, створений у подобі юної дівчини (найімовірніше, створений «Скайнет», хоча сама робот цього не підтверджує: «Нам стирають пам'ять у Русі опору для успішного перепрограмування») — і знову рятує Джона. Ро́бота у серіалі називають Cameron (Ке́мерон; персонажа названо на честь режисера Джеймза Кемерона) і вона розказує, що сам Джон із майбутнього прислав її захищати його і Сару. Сара у цей час працює офіціанткою, чує в новинах про постріли у Ред Велі і кидається рятувати Джона; там її схопив Cromartie — він хотів скористатися Сарою, щоб улаштувати пастку на Джона. Сару показано вольовою і рішучою жінкою-воїном, яка за жодних умов добровільно не зрадить Джона і не зашкодить йому. Знову їм допомагає Cameron: вони утікають через пристрій переміщення у часі, який заховали члени Руху опору у банку «Security Trust of Los-Angeles». Трійця переміщається у 2007 рік; Cameron повідомляє Коннорам: «Ви у безпеці», — на що Коннори разом відповідають: «Ми завжди в небезпеці!». І дійсно — обезголовленому Cromartie якимось чином удається переміститися слідом за ними.
Cameron підтримує Сару в тому, що їх основним завданням є знищити «Скайнет». За версією серіалу, систему мають активувати 2011-го року. На заперечення Сари, що із 1999-го року вони мали б більше часу на підготовку Джона і заходів для знищення комп'ютерної системи, термінатор каже Сарі, що та мала померти від раку (як і у випадку Сари із кінофільму) 2005-го. Переміщення в часі вирішувало кілька завдань: давало Сарі час і засоби знищити «Скайнет» у зародку; симуляція її і Джонової смерті дає можливість уникнути переслідування властей; усамітнення рятувало їх від «Скайнет», котра і в нормальній часові лінії дуже мало знала про Коннорів у минулому. Як сказала Cameron: «Якби термінатор не знав, що Джон десь поряд — він би просто пройшов повз, не заподіявши Джонові шкоди, бо його програма цього не передбачає». Сара ж починає задумуватися про причини своєї хвороби: у третьому епізоді «Турок» вона відвідує лікаря, і після обстеження дізнається, що вона цілком здорова. Тим не менше, вона шукає засобів запобігти можливому захворюванню. У пізніших епізодах видно, що вона інтенсивно тренується і споживає вітаміни й відповідні лікарські препарати.

### Другий сезон
У епізоді 11 «Автоматика для людей» серіалу Сара переймається тим, що на атомній станції «Серано поінт» вона опромінилась радіацією — і в неї розвинеться онкохвороба. У тому ж епізоді Джон зустрічає нову подружку — Райлі. Сара застерігає Джона від зав'язування стосунків із дівчиною, бо потенційно це наражає на небезпеку від «Скайнет» не лише сім'ю Коннорів, а й саму Райлі. Сара намагається зрозуміти самотність і ізольованість сина, виходячи зі свого власного досвіду у його віці і з точки зору зрілої людини. У наступному епізоді Сара, Дерек і Чарлі рятують дружину Чарлі Диксона, яку викрав Cromartie — проте Мішель вмирає від утрати крові унаслідком важкого поранення. Хоча Коннори, Дерек і Cameron не беруть участь у похороні Мішель, вони оплакувати її смерть за обіднім столом.
У епізоді 14 «Прощайся із цим усім» серіалу Сара прихистила маленького хлопчика на ім'я Марті Беделл, на якого полював Т-888 (термінатор полював на майбутнього лейтенанта Руху опору і методично «зачищав» усіх молодих людей із цим іменем). Сара читає Марті книжку «Мудрець із Країни Оз» для доповіді у школі; молода жінка виявляє свої ніжні, майже материнські почуття до хлопчика і показує себе дуже чуйною, уважною і терплячою «матір'ю».

Знамените фото на «Polaroid»

У епізоді 15 Джон убиває злочинця Саркісяна, захищаючи Сару. Сара розуміє, що не зможе завжди захищати сина. Тому вона знову шукає допомоги у психіатра для Джона (який дуже переживав із цього приводу) і для себе: вона звертається до сімейного лікаря Бойла Шермана (і таким чином дізнається про роль Шермана у майбутньому, як вона гадає, у створенні системи «Скайнет»). У наступному епізоді її знову викрадає Cromartie. Проте Сару рятує Джон і агент Джеймз Еллісон: той самий федеральний агент ФБР, який докладав сті́льки зусиль, аби упіймати Сару і притягти її до відповідальности. Разом із Дереком і Cameron вони здіснюють хитрий план із ліквідації Cromartie. Коли закопували тіло робота, Сара із маніакальним завзяттям трощить чіп термінатора. Її стрес після сутички з черговим Т-888 (і найнебезпечнішим серед усіх, хто полював на Джона у серіалі) мав наслідком нічні кошмари і ходіння уві сні. Вона відвідує доктора Шермана знову, але усе ж таки не може бути відвертою із ним (через те, що вона переховується). Доктор Шерман зазначає, що не може допомогти Сарі, поки вона не відкриється йому. Стрес стає непідконтрольним, коли Сара натрапляє на хибний шлях у пошуках «Турка». Цей шлях приводить жінку в компанію «Дака́ра Си́стемз», де її обманює і видурює у неї гроші генеральний директор компанії Александр Акагі. Під час приступу Сара розбиває дзеркало у ванній; Дерек висловлює сумніви стосовно розумності вчинків Сари (він знає про її пригоду у клініці «Пескадеро»).
У епіоді 30 «Адам зростив Каїна» Сара виявляє у себе пухлину і лягає на обстеження. «Пухлина» виявляється потовщенням тканин навколо мініатюрного передавача: цей пристрій увів їй у тіло шприцем Ед Вінстрон, охоронник секретної фабрики у пустелі, яка розробляла прототип летючого термінатора (Мисливець-Убивця або Летючий МУ). У сутичці із найманими вбивцями, які збиралися покінчити із Сарою, Дереком і Cameron — Коннори знаходять у телефоні одного з нападників фото маленької Саванни, доньки Генерального директора компанії «ЗейраКорпс» Кетрін Вівер. Оцінивши, що маленька стане наступною жертвою «Скайнет», Коннори рятують її. У ході операції гине Дерек, а пізніше Сара потрапляє до в'язниці, відволікаючи увагу агентів поліції від Джона. Cameron виводить Джона у безпечне місце. Наступного дня Cemeron рятує із в'язниці Сару, однак при відвідинах підвалу, де сидить антипод «Скайнет» (Джон Генрі), Cameron віддає свого чіпа йому. Кетрін Вівер, яка виявлятється найновішим термінатором Т-1001, розробляє зовсім не систему «Скайнет», як боялися Коннори — вона створює опозицію для термінаторів у майбутньому, що стає надією на перемогу людей у майбутній війні. Це перегукується із одним із епізодів у майбутньому, коли Джон намагався укласти угоду із термінаторською опозицією до «Скайнет». Джон відчув, що не може облишити Cameron, і вирішує переміститися разом із Вівер у майбутнє, слідом за Джоном Генрі, який заволодів процесором Cameron. Сара із сумом переживає черговий розрив із сином, проте залишається у минулому, щоб боротися зі «Скайнет» у власній епосі, у нашому часі. Вона розділяє материнські обов'язки — і обов'язки перед людством, котрі сама на себе поклала.

### Стосунки з персонажами
У цілому Сару зображено як дбайливу, трохи меланхолійну матір, хоча і ніжнішу і чутливішу, аніж її показано у картині «Термінатор 2: Судний день». Вона робить відчутні зусилля, щоб краще доглядати і виховувати Джона, — і менше бути його бойовим наставником-сержантом. Багато моментів у різних епізодах випливає із цього: постійно наростає параноїдальний стан Сари через те, що вона старається зосередитися на захисті Джона і турботі про безпеку свого сина; через убивство Джоном Марґоса Саркісяна (через її нездатність захистити сина у той момент); через непослух Джона і реактивацію ним Cemeron після того, як робот намагалася вбити її сина; через Джонову наполегливість у стосунках із Райлі Довсон, незважаючи на небезпеку, яку створює дівчина для Джона; а також через той факт, що вузол навколо безпеки Джона стає усе тугішим, — усе це призводить до неминучого розладу у психіці молодої ще жінки.

##### Сара і Джон
Джон є сином Сари Коннор і майбутнім лідером людства. Сара готує Джона до безжальної війни на повне винищення проти машин, у той час як він сумує за нормальним життям. Сара любить Джона глибоко - і помре, щоб захистити його. Однак хлопчик відчуває, що має замістити батька у їхній сім'ї: він усвідомлює, що це він має дбати про безпеку матері. У епізоді 15 «Тауер високий, та падати швидко», де ми дізнаємося про напад на Коннорів Марґоса Саркісяна, поки Cameron приходила до тями від пошкодження її процесора, — Джон убиває злочинця голіруч. Хлопчик зазнає серйозної психологічної травми і страждає від цього (оскільки в суспільстві з дитинства привчають людину до того, що вбивство іншої людини є табу — для підлітка це може стати серйозною травмою). Сара бере цю «провину» на себе, щоправда, Дерек і Cameron пізніше виявляють цей обман у суперечці матері з сином. Також між хлопчиком і матір'ю відбувається кілька серйозних розривів — через відносини Джона з Райлі і з Cameron (і через самостійні рішення Джона). Сара усвідомлює, що прийшов час рахуватися із рішеннями сина, і що вона вже не здатна захистити його. Остаточно Джон і Сара розходяться, коли Сара «відпускає» сина у майбутнє — а сама ж вирішує боротися зі «Скайнет» у наш час. Це малозрозумілий із точки зору цілісності образу крок творця серіалу; очевидно, він зумовлений тим, що у майбутніх подіях серіалу під час війни діятиме не 40-літній досвідчений Джон Коннор, а 16-20-літній герой двох перших сезонів. Про це ми бачимо натяки як від Дерека (у маренні він бачить юного Джона), так і Cameron котра говорить, що «Джон іще не зовсім той Джон-із-майбутнього».

##### Сара і Дерек
Дерек Риз є старшим братом Кайла Риза і Джоновим дядьком. Його послав Джон із майбутнього у 2007 рік разом із трьома бійцями опору із якимось завданням (очевидно, створити безпечну базу для бойового відділу Руху опору на чолі з Коннорами, щоб накопичити ресурси — і власне для охорони Коннорів, які мали переміститися уперед у часі з 1999-го). Сара часто користувалася знаннями і досвідом Дерека (особливо, його запасом грошей і зброї з сейфу бази Дерекового загону повстанців); однак вона не боялася сперечатися з Дереком і часто перехоплювала ініціативу у нього при прийнятті рішень у різних ситуаціях.
У епізоді 5 «Королівський ґамбіт» серіалу вона знаходить Дерека і розуміє, хто́ він є (це рідний брат її колишнього коханця Кайла Риза, котрого вона ще й досі любить). Під упливом ніжних спогадів про Кайла і переживаючи про те, що не змогла його колись урятувати коханого від робота, Сара не бажає такої ж долі для Дерека — коли він лежав тяжко поранений у домі Сари. Після того, як Сара розкриває правду Джонові, — той миттю кидається по допомогу до колишнього хлопця Сари Чарлі Диксона, медика. Чарлі Рятує Дерека від неминучої смерти. Також у серіалі неодноразово мала місце недовіра і відкрита неприязнь Сари до Дерека, бо вона здогадалася, що саме він убив Енді Ґуда, імовірного творця «Скайнет» (Енді зізнався у майбутньому про те, що вважає себе винним за створення «Скайнет»), і в цілому через різні погляди на засоби виконання місії зі знищення «Скайнет». Тим не менше — попри взаємну недовіру — між ними проглядається сильна взаємна симпатія (хоча Сара й поспішила зізнатися Диксонові, що вони не коханці).

##### Сара і Чарлі
Чарлі Диксон — це Сарин колишній наречений. Він вважав, що його наречена загинула від вибуху в банку 1999 року. Проте через вісім років по тому Чарлі упізнав її у теленовинах про дивні події на дорозі: Сару, Джона і Cameron, які щойно перемістилися у часі, сприйняли за жартівників, адже вони стояли оголеними на нічному шосе і спричинили пробку. Очевидно, що і Сара, і Чарлі зберегли свої почуття одне до одного; однак Чарлі давно уже одружився із Мішель, медсестрою свого госпіталю. Сара і Чарлі зустрічаються у домі Коннорів, коли потрібно було врятувати важко пораненого Дерека Риза, дядька Джона; Сара натякає на те, що мала серйозні причини для розриву стосунків і розповідає Чарлі про термінаторів, і про небезпеку, на яку наражається Чарлі і його близькі. Ситуація ускладнюється, коли термінатор Cromartie викрадає Мішель і вона гине від втрати крові унаслідок вибуху. На вимогу Сари — Чарлі залишає Лос-Анджелес і їде геть, «де його ніхто не знайде». Насправді ж він перебрався до секретного помешкання, яке підготували для Коннорів бійці Руху опору. Сара разом із Джоном знову з'являються у Чарлі — коли Сара знаходить у грудях незрозумілу пухлину. На ранок Сара їде на обстеження у клініку, залишаючи Джона під опікою Чарлі.
Поки Сара була на обстеженні — якісь зловмисники нападають на помешкання Диксона. Чарлі гине, рятуючи Джона: Сара знаходить свого колишнього нареченого, який плаває біля пірса із простріленими грудьми; Джон утік на човні.

##### Сара і Райлі
Сара категорично проти стосунків Джона із Райлі Довсон, оскільки ця дівчина є «ненадійною і наражає Джона на небезпеку». Сара не знає про місію Райлі, однак убачає загрозу з боку властей і роботів «Скайнет» як через цю дівчину — так і загрозу для самої Райлі. Сара неодноразово намагається розлучити Джона і Райлі, а ще більше неприязнь Сари до подруги Джона зростає через те, що через неї Джон приймає радикальні самостійні рішення (причому, не завжди виправдані, наприклад: спільна поїздка до Мексики, похід до прийомних батьків Райлі, візит до моргу тощо). Джон заперечує матері: «Тебе дратує, що я знайшов людину, з якою мені добре — і це не ти?»

##### Сара і Кейсі
Кейсі Корбін — це найближча сусідка Сари, власниця помешкання, де проживають Коннори. Кейсі і Сара зближуються, бо Кейсі на останніх місяцях вагітности, — і мати Джона починає опікати молоду жінку. У Кейсі Сара бачить колишню себе — молоду майбутню маму, яка потребує уваги і допомоги. У епізоді 13 «Еллісон із Палмдейлу» серіалу у Кейсі виникають проблеми з перебігом вагітності — і Сара допомагає жінці потрапити до клініки на ультразвукове обстеження. З'являється хлопець Кейсі, Тревор, який за словами Кейсі покинув майбутню породіллю. Насправді він є поліцейським — що налякало Сару — однак виявляється, що це Кейсі сама усамітнилась від Тревора через його роботу. Та Тревор виявляється дбайливим батьком і чесною людиною — тож Сарині побоювання, що поліцейський слідкує за нею, виявилися безпідставними.

##### Сара і Cameron
Ставлення Сари до Cameron різне у різних частинах фільму. Спочатку воно таке ж, як і у фільмі «Термінатор: Судний день» — жінка не бачить у ро́ботові нічого більшого, аніж бездушний механізм. Через невеличкий зріст Cemeron і удавано невинний вигляд, Сара постійно проявляє своє домінуюче ставлення — ніби до падчериці або до невістки. Вона постійно дорікає Cameron за надмірну, на її думку, жорстокість. На практиці ж виявляється, що Cameron чинить правильно — і це Сара своєю нерішучістю і надмірною людяністю кілька разів спричиняє смертельну небезпеку для себе і Джона: так, Енріке виявився негідником, котрий ледь не встиг продати Коннорів аґентові ФБР, а юний грабіжник, якого пожаліла Сара — розповів Cromartie, де живуть Коннори. Сара намагалася навчити Кемерон цінности людського життя. У епізоді 6 «Підземелля й дракони» Сара погрожує знищити робота, якщо вона заподіє бодай найменшої шкоди Чарлі Диксону (Cameron справедливо зазначає, що краще було б дозволити Дерекові померти, аніж довірятися медикові — натякаючи, що вона не виключає і можливости термінації Чарлі). Сара, окрім того, обурюється на прихильність свого сина до робота, вбачаючи у цьому щось неприродне. Незважаючи на зневагу, глузування і постійні дорікання — Cameron багато разів намагалася подружитися з Сарою, однак робота запрограмовано на ефективні вбивства, і її прямолінійна машинна логіка відштовхує Сару. Сара готова відмовитися від товариства Cameron за будь-якої слушної нагоди — особливо після того, як чіп термінатора було пошкоджено, і робот мало не вбила Сариного єдиного сина. Вона називає Cameron «сторожовим псом, котрому не можна довіряти» і порівнює її із протипіхотною міною (через пошкоджений чіп, зокрема). Та все ж, особливо після звістки про можливе ракове захворювання, — Сара усе більше схиляється до думки, що Cameron замінить Джонові її саму і буде захищати хлопчика, коли б із матір'ю Джона щось сталося. Так, у своїх снах Сара бачить, що Cameron носить її одяг; вона навіть трохи ревнує, коли дізнається, що Cameron готує кращі млинці за Сару (Джон якось зазначає Райлі, що його мати узагалі готує «не дуже»); і Сара просто обурюється, коли Cameron ходить по кімнаті у спідній білизні.ref name="Turk"> Див. епізод 3 серіалу «Термінатор: Хроніки Сари Коннор»</ref>. Остаточно Сара відвертається від Cameron, коли гине Райлі — та сама дівчина, котру Сара була готова мало не убити. Сара однозначно вважає, що Райлі загинула від рук Cameron. Сара навіть поду́мує знищити робота зі «снайперки» Дерека, про це вона каже просто увічі Cameron — однак відмовляється від цієї ідеї, оскільки розуміє: Джон ніколи цього не вибачить матері.

Дві іпостасі безпеки Джона (Сара і Cameron)

Сама Cameron не виражає явно якихось почуттів до Сари: вона визнає́ велику цінність матері для Джона, однак зізнається Сарі, що і вона сама, робот, і всі близькі люди «становлять небезпеку для Джона… він хвилюється за нас… і це робить його вразливим… він буде в безпеці лише тоді, коли залишиться сам». Сару зачепила така відповідь: «І що ж тоді за життя буде у нього?» — на що Cameron відповідає: «Життя Джона — у майбутньому». Незважаючи на це, їм часто доводиться діяти разом, борючись із термінаторами. Більше того — Cameron переживає, коли дізнається, що її паливні елементи можуть бути причиною онкозахворювання Сари. Коли Кетрін Вівер (гендиректор компанії «ЗейраКорпс», де переховується якийсь штучний інтелект, який Cameron і Коннори вважають «Скайнет») — передає Cameron кодову фразу «Чи ти приєднаєшся до нас?», робот розуміє, що буде змушена покинути Джона. Тут незрозуміло, чи Cameron має зв'язок до опозиційної фракції термінаторів (у епізоді 13 серіалу вона говорила полоненій Еллісон, що «не всі термінатори хочуть війни») — чи вона має якийсь план стосовно Джона (вплинути на нього якось, виховати його чи навчити якимось навичам — Cameron якось навіть обмовляється, що «Джон дуже швидко прогресує у розвитку»), чи вона просто закохана в Джона (особливо це видно в епізоді 27 «Особливий день, ч.1», коли Джон висловлює незадоволення освідченням Cameron [він гадав, що робот просто грає роль загиблої Райлі і це прозвучало жорстоко], а потім вирушає кудись один [він ішов до моргу подивитися на Райлі] і забороняє Cameron супроводжувати його — погляд у робота услід Джонові був дуже красномовним). Тим не менше, Cameron дорогою для себе ціною визволяє Сару із в'язниці за власної ініціативи — аби про Джона було кому подбати, коли вона віддасть свій чіп Джонові Генрі. І все ж вона усвідомила слова Сари: цього разу жоден поліцейський у епізоді не постраждав.
Цікаво, що коли Джон робить Cameron саркастичне зауваження про те, щоб сходити до пральні, а робот відповідає, що у неї теж є заняття, проте береться за кошик із білизною — Сара забирає того кошика у Cameron із доброзичливою посмішкою і повертає його Джонові.

## Згадки про Сару в літературі

### Романи
- T2: Трилогія (С. М. Стирлінґа)
  1. Т2: Інфільтратор (2001)
  2. Т2: Починається шторм (2003)
  3. T2: Війна майбутнього (2004)

- Нові хроніки Джона Коннора (Рассел Блекфорд)
  1. Термінатор 2: Нові хроніки Джона Коннора: Темні майбуття (2002)
  2. Термінатор 2: Нові хроніки Джона Коннора: Зла година (2003)
  3. Термінатор 2: Нові хроніки Джона Коннора: Смутні часи (2003)

- Термінатор 2: Час вовка (Марк Тайдерманн, 2004)

### Список коміксів
- Видавництво «Dark Horse Comics» (цикл «Термінатор»)
  1. Термінатор: Буря (1991) — лише згадується
  2. Термінатор: Другорядна ціль (1991) — лише згадується
  3. Термінатор: Один постріл (1991) — лише згадується
  4. Термінатор: Кінець гри (1999)
    - Термінатор: Долина смерті (1998)
    - Термінатор: Темні роки (1999)

  5. Термінатор: серія «1984 / 2029»
    - Термінатор: 1984 (2010)
    - Термінатор: 2029 (2010)

- Видавництво «NOW Comix» (цикл «Термінатор»)
  1. Термінатор: Уся моя майбутня минувшина (1984) — лише згадується
  2. Термінатор: Земля у вогні (1984) — лише згадується

- Видавництво «Malibu Comics» (цикл «Термінатор 2»)
  1. Термінатор 2: Судний день — Кібернетичний світанок (1995)
  2. Термінатор 2: Судний день — Ядерні Сутінки (1996) — тільки спогад

- Видавництво «Dynamite Entertainment» (цикл «Т2: Саґа»)
  1. Термінатор: Інфініті (2007)
  2. Термінатор: Революція (2008) — лише згадується

### Кросовери[c]
- Супермен проти Термінатора: Смерть майбутньому (2000)
- Пейнкіллер Джейн проти Термінатора (2007) — лише згадується
- Термінатор/РобоКоп: Знищити людину (2012)